# Fernand Guignier
Fernand Guignier (* 29. August 1902 in Montpellier; † 8. Dezember 1980 in Nantes) war ein französischer Maler und Bildhauer, der auch unter den Namen Fernand Gaston Guignier und Fernand-Charles Guignier bekannt war.

## Leben
Fernand Guignier war ein Schüler der Bildhauer Emil Derré und Jean-Antoine Injalbert an der École des Beaux Arts in Paris. Zwischen 1926 und 1960 nimmt er insgesamt sechzehn Mal am Salon des Artistes Français im Palais de Tokyo teil. In der Kategorie Skulptur stellte er zahlreiche Büsten und Statuen aus. 1938 nahm er mit der Gipsstatue Rêverie teil, die ein sitzendes Kind darstellt, und zeigte 1943 wieder eine Heiligenfigur, die eng mit der Geschichte Paris verbunden ist: die Figur der heiligen Genoveva. Im Jahr 1946 dann der Torso eines Athleten und 1947 die Gipsstatue Naïade.
Als Künstler war er sehr mit dem Pariser Viertel Montmartre verbunden. Er fertigte für einen Brunnen am Square Suzanne-Buisson eine Skulptur des Hl. Dionysius (französisch: St-Denis) an, der als erster Bischof von Paris um das Jahr 250 auf einem Hügel enthauptet wurde („Eher gebe ich meinen Kopf her, bevor ich meinem Glauben untreu werde“). Dieser wird seitdem „Berg der Märtyrer“ (Montmartre) genannt. Nach der Legende soll er mit seinem Haupt in Händen bis zu seinem heutigen Grab St-Denis gegangen sein. Guignier stellt den Heiligen so da, als stütze dieser sich in nachdenklicher Pose auf seine Hände. Von einem seitlichen Blickwinkel sieht man, dass er seinen abgetrennten Kopf in beiden Händen hält.
Auch als Maler blieb Guigner Paris und dem Stadtteil Montmartre treu. Zahlreiche Ölgemälde, Skizzen und Aquarelle zeigen die Gegend rund um das Viertel sowie andere populäre Gegenden der Pariser Innenstadt wie zum Beispiel die Kathedrale Notre Dame, den Place de la Concorde und die Île de la Cité.

## Arbeiten
- Brunnenskulptur Saint Denis am Square Suzanne Buisson in Paris, 1941.
- Gipsstatue Rêverie, Salon des artistes français, 1938.
- Gipsstatue Naïade, Salon des artistes français, 1947.